# Oblężenie Sandomierza
Oblężenie Sandomierza – bitwa stoczona w czasie II najazdu mongolskiego na Polskę, zakończona poddaniem miasta. 

## Przebieg oblężenia
Po dotarciu do Sandomierza pod koniec 1259 roku wojska tatarskie wspomagane przez Litwinów, Rusinów i Jaćwingów rozpoczęły jego oblężenie. Jednak Tatarzy, nienawykli do oblężeń, przekonali mieszkańców w zamian za obietnicę bezpieczeństwa do poddania miasta. Nie dotrzymali jednak danego słowa. Plądrowaniu Sandomierza towarzyszyło mordowanie lub topienie jego mieszkańców w Wiśle.  Dopuścili się także rzezi 49 mnichów z zakonu dominikanów. Zakonnicy wraz z przeorem Sadokiem z Bolonii zostali 2 lutego 1260 zabici w kościele w czasie śpiewania hymnu na chwałę Matki Boskiej..